# Ramaria lacteobrunnescens
Ramaria lacteobrunnescens är en svampart som beskrevs av Schild 1980. Enligt Catalogue of Life ingår Ramaria lacteobrunnescens i släktet Ramaria,  och familjen Gomphaceae, men enligt Dyntaxa är tillhörigheten istället släktet Ramaria,  och familjen Ramariaceae. Arten är reproducerande i Sverige. Inga underarter finns listade i Catalogue of Life.